# اکسانا مسترز
اکسانا مسترز (به انگلیسی: Oksana Masters؛ زادهٔ ۱۹ ژوئن ۱۹۸۹) ورزشکار پارالمپیکی چندرشته‌ای آمریکایی با اصالت اوکراینی است که به‌دلیل ناهنجاری‌های مادرزادی ناشی از حادثه چرنوبیل، هر دو پای خود را از دست داد. او در ابتدا به قایقرانی پرداخته و در پارالمپیک ۲۰۱۲ لندن مدال برنز کسب کرد. سپس به اسکی صحرانوردی و دوچرخه‌سواری روی آورد و در بازی‌های پارالمپیک زمستانی و تابستانی مدال‌های متعددی کسب کرد.

## اوایل زندگی
اکسانا مسترز با نام اصلی اکسانا الکساندروونا بوندارچوک (به اوکراینی: Оксана Олександрівна Бондарчук) در ۱۹ ژوئن ۱۹۸۹ در شهر خملنیتسکی، اوکراین، به دنیا آمد. او با ناهنجاری‌های فیزیکی متعددی به دنیا آمد که عمدتاً به فاجعه چرنوبیل نسبت داده می‌شود. اکسانا در سنین کودکی توسط مادرش در یک یتیم‌خانه رها شد و تا هفت سالگی در چندین یتیم‌خانه زندگی کرد. در نهایت، او توسط گی مسترز، یک پروفسور آمریکایی، به فرزندخواندگی پذیرفته شد و به ایالات متحده منتقل شد.و در آمریکا تحت چندین عمل جراحی قرار گرفت.

## حرفه ورزشی

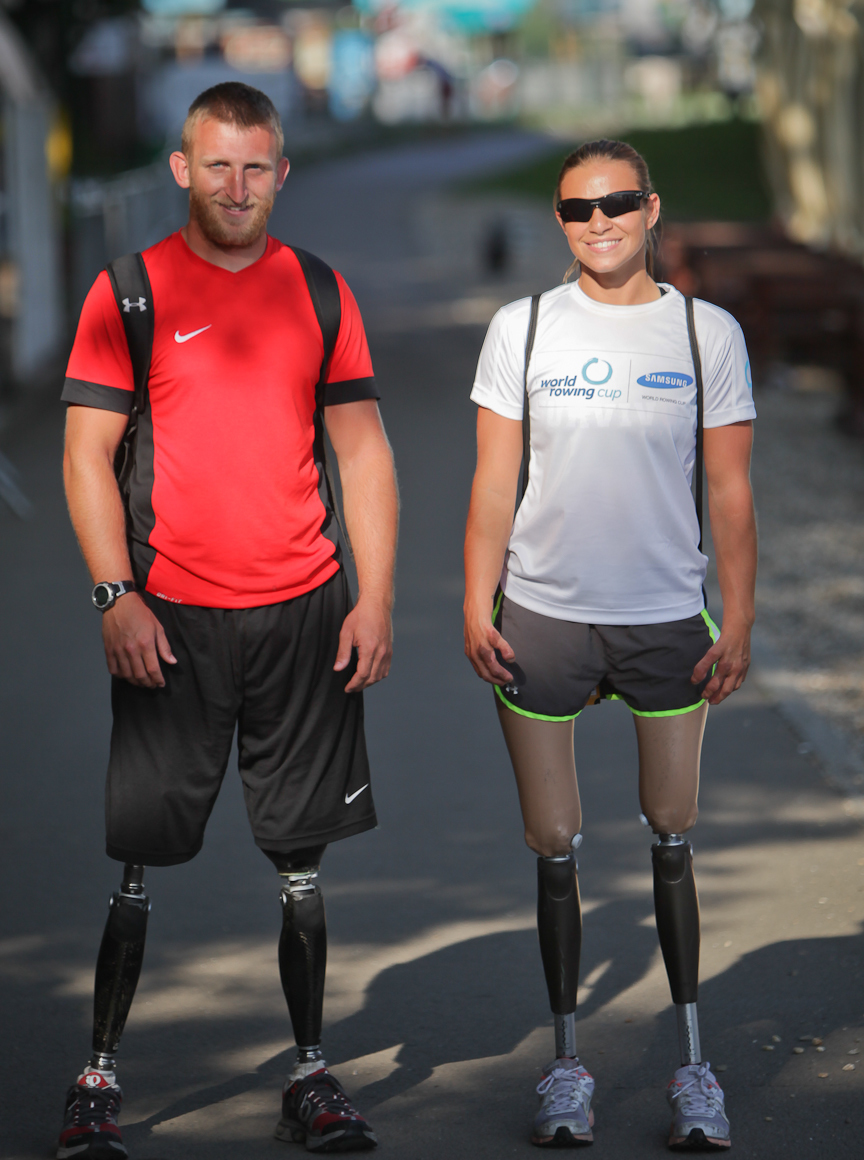
اوکسانا مسترز و راب جونز در جام جهانی قایقرانی بلگراد در سال 2012

#### قایقرانی
اکسانا فعالیت ورزشی خود را با قایقرانی تطبیقی آغاز کرد و در مسابقات پارالمپیک ۲۰۱۲ لندن شرکت کرد. در این مسابقات، او به مدال برنز در رشته قایقرانی دست یافت. این موفقیت اولیه به او انگیزه داد تا به تلاش‌های خود ادامه دهد و در رشته‌های دیگر نیز به موفقیت برسد.

#### اسکی صحرانوردی
پس از موفقیت در قایقرانی، اکسانا به ورزش‌های زمستانی علاقه‌مند شد و به اسکی کراس کانتری یا (اسکی صحرانوردی) و بیاتلون روی آورد. او در پارالمپیک زمستانی ۲۰۱۴ سوچی شرکت کرد و در رشته‌های اسکی کراس کانتری و بیاتلون موفق به کسب یک مدال نقره و یک مدال برنز شد. او در پارالمپیک زمستانی ۲۰۱۸ پیونگ‌چانگ نیز شرکت کرد و با عملکرد درخشان خود دو مدال طلا، یک مدال نقره و دو مدال برنز کسب

#### دوچرخه‌سواری
اکسانا همچنین در رشته دوچرخه‌سواری پارالمپیکی نیز فعال است. او در مسابقات پارالمپیک تابستانی ۲۰۱۶ ریو شرکت کرد و در رشته‌های جاده و پیست به مدال‌های نقره و برنز دست یافت. در پارالمپیک تابستانی ۲۰۲۰ توکیو، او موفق به کسب دو مدال طلا در رشته دوچرخه‌سواری شد و جایگاه خود را به عنوان یک ورزشکار پارالمپیکی برجسته تثبیت کرد.

## زندگی شخصی
اکسانا مسترز با آرون پایک، ورزشکار پارالمپیکی آمریکایی، در رابطه است. آنها اغلب در رقابت‌ها و تمرینات با یکدیگر همکاری دارند و از یکدیگر حمایت می‌کنند. اکسانا همچنین به عنوان یک فعال اجتماعی در زمینه افزایش آگاهی دربارهٔ افراد دارای معلولیت و ترویج ورزش برای این افراد فعالیت دارد. او در سخنرانی‌ها و پروژه‌های مختلفی شرکت می‌کند تا به دیگران نشان دهد که محدودیت‌های جسمی نباید مانعی برای دستیابی به اهداف بزرگ باشد.

## افتخارات و جوایز
اکسانا مسترز در طول دوران ورزشی خود به دستاوردهای بی‌شماری دست یافته است که از جمله آنها می‌توان به موارد زیر اشاره کرد:
- مدال برنز در پارالمپیک ۲۰۱۲ لندن در رشته قایقرانی.
- مدال نقره و برنز در پارالمپیک زمستانی ۲۰۱۴ سوچی در رشته‌های اسکی کراس کانتری و بیاتلون.
- دو مدال طلا، یک نقره و دو برنز در پارالمپیک زمستانی ۲۰۱۸ پیونگ‌چانگ.
- دو مدال طلا در پارالمپیک تابستانی ۲۰۲۰ توکیو در رشته دوچرخه‌سواری.
- مدال‌های متعدد در مسابقات جهانی در رشته‌های مختلف.
- جایزه لوریوس بهترین ورزشکار زن معلول جهان در سال ۲۰۲۰.

## پارالمپیک ۲۰۲۴
مجله فوربز در مقاله‌ای نوشت که اکسانا مسترز در بازی‌های پارالمپیک ۲۰۲۴ پاریس به دنبال چیزی فراتر از کسب مدال است. او بر اهمیت پیام و تأثیرگذاری بر افراد دارای معلولیت تمرکز دارد و معتقد است هر مدال، داستانی از استقامت و غلبه بر چالش‌ها را روایت می‌کند. مسترز می‌خواهد الهام‌بخش دیگران باشد و به آنها نشان دهد که می‌توان با وجود محدودیت‌های فیزیکی به دستاوردهای بزرگ دست یافت.